# Malta e Canidelo
Malta e Canidelo (oficialmente: União das Freguesias de Malta e Canidelo) é uma freguesia portuguesa do município de Vila do Conde, com 5,47 km² de área e 2221 habitantes (censo de 2021). A sua densidade populacional é 406 hab./km².

## História
Foi constituída em 2013, no âmbito de uma reforma administrativa nacional, pela agregação das antigas freguesias de Malta e de Canidelo.

## Demografia
A população registada nos censos foi:
| Distribuição da População por Grupos Etários | Distribuição da População por Grupos Etários | Distribuição da População por Grupos Etários | Distribuição da População por Grupos Etários | Distribuição da População por Grupos Etários | Distribuição da População por Grupos Etários |
| -------------------------------------------- | -------------------------------------------- | -------------------------------------------- | -------------------------------------------- | -------------------------------------------- | -------------------------------------------- |
| Antes da agregação                           |                                              |                                              |                                              |                                              |                                              |
| Ano                                          | 0-14 anos                                    | 15-24 anos                                   | 25-64 anos                                   | >= 65 anos                                   | Total                                        |
| 2001                                         | 383                                          | 351                                          | 1190                                         | 223                                          | 2147                                         |
| 2011                                         | 382                                          | 268                                          | 1329                                         | 312                                          | 2291                                         |
| Após a agregação                             |                                              |                                              |                                              |                                              |                                              |
| Ano                                          | 0-14 anos                                    | 15-24 anos                                   | 25-64 anos                                   | >= 65 anos                                   | Total                                        |
| 2021                                         | 311                                          | 227                                          | 1246                                         | 437                                          | 2221                                         |

## Monumentos e Locais de Interesse
- Igreja de Santa Cristina – 1637
- Capela de Santa Apolónia – 1699
- Casa da Abadia da Ordem de Malta (século XVI?)
- Calvário do Senhor das Cruzes – 1714
- Igreja de São Pedro (século XVII - XVIII)
- Capela de São Brás (1879)
- Fábrica da Pólvora (1929)

## Coletividades

### Associações
- Futebol Clube de Malta (fundado em 1934)
- Centro de Juventude de Malta (fundado em 1983)
- SANCRIS – Associação de Solidariedade Social de Santa Cristina de Malta (fundada em 2005)
- Centro Popular de Trabalhadores de Canidelo
- Grupo Desportivo " Sporting Clube de Canidelo "

### Grupos Culturais (equiparados a associações)
- Conjunto Luz e Vida (fundado em 1960)
- Conjunto Santa Cristina (fundado em 2004)
- Agrupamento Cultural de Malta (iniciado em 2003)